# Valérie Delpierre
Valérie Delpierre (Mónaco, 1971) es una productora monegasca de cine independiente que ha desarrollado su carrera sobre todo en España. Produce tanto largometrajes como cortometrajes, de ficción y documentales, desde su compañía Inicia Films. Algunos de sus reconocimientos son el Goya al Mejor cortometraje documental en 2018 por Los desheredados de Laura Ferrés y los Premio Feroz 2021 y 2024 a la Mejor película dramática, por Las niñas de Pilar Palomero y por 20.000 especies de abejas de Estibaliz Urresola Solaguren. 

## Trayectoria
Delpierre residió con su familia en diversas ciudades como Niza, París y Tahití. Se formó en La Sorbonne y en la Universidad Complutense de Madrid, donde disfrutó de una beca Erasmus en Relaciones Internacionales. Se trasladó a Barcelona en el año 2000.
Interesada en la producción audiovisual, en 2006 fundó su propia compañía productora, Inicia Films. Desde esta empresa ha desarrollado, en su mayoría, proyectos de nuevos talentos y de cineastas con planteamientos poco convencionales en cuanto a temática y estética. Como productora y productora ejecutiva ha estado al frente de numerosos largometrajes de ficción, documentales y cortometrajes, entre los que destacan títulos como B, la película y Uno para todos de David Ilundain; las premiadas Las niñas y La Maternal, ambas de Pilar Palomero; Verano 1993, dirigida por Carla Simón, Premio a la Mejor Ópera Prima en la Berlinale y ganadora de tres Premios Goya y cuatro Premios Feroz; o 20.000 especies de abejas de Estibaliz Urresola Solaguren, Oso de Plata a la Mejor interpretación protagonista para Sofía Otero en el Festival de Berlín, las Biznagas a Mejor película y a Mejor actriz de reparto (Patricia López Arnaiz) en el Festival de Málaga, y en los Premios Feroz 2024 fue destacada como mejor película dramática y López Arnaiz recogió su tercer Feroz como mejor actriz de reparto.
En 2022 Delpierre se presentó junto a la actriz Amparo Climent y la guionista Alicia Luna para presidir la Academia de Cine de España pero su candidatura no fue la más votada por los académicos.

## Reconocimientos
- 2017 distinguida con el II Premio Mujer del Año de los Fotogramas de Plata.[8]
- 2018 Goya al Mejor Cortometraje Documental, Los desheredados, compartido con Laura Ferrés.
- 2018 Incluida en la lista de productores emergentes según la revista de cine británica Screen International.[9]
- 2021 Ganadora del Premio Feroz a la Mejor película dramática por Las niñas de Pilar Palomero, compartido con Alex Lafuente
- 2021 Galardonada con el premio a la Mejor Comunicadora del Año en las XXVII Jornadas de Comunicación Blanquerna de la Universitat Ramon Llull.[10]
- 2023 Incluida entre "Las 40 mujeres más influyentes del cine internacional" por la publicación estadounidense The Hollywood Reporter.[11]
- 2024 Ganadora del Premio Feroz a la Mejor película dramática por 20.000 especies de abejas de Estibaliz Urresola Solaguren, compartido con Lara Izagirre
- 2024 Ganadora de los Premios Gaudí a la Mejor película en lengua no catalana por 20.000 especies de abejas, compartido con Estibaliz Urresola Solaguren y Lara Izagirre; y al Mejor cortometraje por El bus, compartido con Sandra Reina, Francisco Menchón y Jaume Fargas i Coll.